# Mars 1775
Cette page présente les faits marquants du mois de mars 1775.

## Événements
- 7 mars : traité de Surate entre les Britanniques et le peshwâ Râghunâtha Râo, qui leur cède Salsette et Bassein[1].

- 23 mars : discours de Patrick Henry demandant une action militaire face aux agressions britanniques (Give me liberty or give me death) à Richmond (Virginie)[2].

## Naissances
- 21 mars : Lucien Bonaparte, académicien français (fauteuil 32) († 29 juin 1840).
- 23 mars : Gottfried Wilhelm Völcker, peintre allemand († 1er novembre 1849).

## Décès
- 3 mars : Richard Dunthorne (né en 1711), astronome.
- 23 mars : Jacques-Antoine Soldini (né le 4 décembre 1718), chanoine de Saint-Malo